# Montevideo Cricket Club
Montevideo Cricket Club (MVCC) – założony w 1861 roku urugwajski wielosekcyjny klub sportowy z siedzibą w Ciudad de la Costa, najbardziej znany ze swojej sekcji rugby union.
Klub szczyci się mianem najstarszego klubu sportowego w Ameryce Łacińskiej i ósmego na świecie, a zarazem pierwszego pozaeuropejskiego klubu rugby, co potwierdził Związek Rugby. Był prekursorem wielu dyscyplin sportowych w Urugwaju w drugiej połowie XIX wieku.

## Historia
Bezpośrednim poprzednikiem klubu był Victoria Cricket Club założony w Montevideo przez Brytyjczyków w październiku 1842 roku, jednak nie zyskał dużej popularności, a podczas ośmioletniego oblężenia miasta zamarły wszelkie sportowe i społeczne aktywności. Te same osoby 18 lipca 1861 roku dały początek Montevideo Cricket Club i już w następnym roku zaimportowano sprzęt sportowy do krykieta. Jak większość brytyjskich klubów w tym okresie jego celem było stworzenie miejsca do uprawiania krykieta, jednak już wkrótce pojawiły się również rugby i piłka nożna, a także mecze z marynarzami przypływających flot handlowych i wojennych. Liczbę członków klubu zwiększały brytyjskie inwestycje w Urugwaju – otwarcie szkół, filii banków, budowa linii kolejowych czy stołecznych wodociągów. W 1864 roku MVCC miał zorganizować mecz krykieta z Buenos Aires Cricket Club, jednak z powodu zawirowań politycznych został odwołany – doszło do niego w 1868 roku i był to pierwszy w historii międzynarodowy mecz w tej dyscyplinie w Ameryce Południowej. Rok później odbył się rewanż w Argentynie, a obie drużyny zaczęły współpracować i rywalizować również w innych dyscyplinach – w 1875 roku pierwszy raz zmierzyły się w rugby. Klub w latach siedemdziesiątych XIX wieku został również prekursorem lekkoatletyki, a w kolejnym dziesięcioleciu tenisa, kolarstwa i golfa. W 1878 roku zorganizował pierwsze zawody lekkoatletyczne, a także pierwszy mecz piłki nożnej przeciwko załodze angielskiego statku, trzy lata później zaś pierwszy piłkarski mecz pomiędzy dwoma urugwajskimi klubami. W 1889 roku nastąpiło przeniesienie siedziby klubu i z okazji otwarcia nowego boiska rozegrano mecz pomiędzy reprezentacjami Urugwaju i Argentyny, a urugwajska drużyna składała się z zawodników MVCC i Montevideo Rowing Club. Kolejne przeprowadzki odbyły się w latach 1945 i 1955, a od 1996 roku klub znajduje się w obecnej lokalizacji w Solymar. Pierwszym prezesem powstałego w 1951 roku Unión de Rugby del Uruguay został były prezydent MVCC, Carlos E. Cat, a drużyna MVCC przystąpiła do organizowanych przez URU Campeonato Uruguayo de Rugby zdobywając trzy tytuły mistrza kraju. W celu uczczenia sto pięćdziesiątej rocznicy istnienia klubu rozegrane w 2011 roku mistrzostwa Urugwaju w rugby zostały nazwane 150 años del MVCC.

## Rugby union
Od 1872 roku uczniowie brytyjskich szkół, członkowie MVCC i załogi przypływających statków rozgrywali pomiędzy sobą spotkania w rugby, w 1875 roku natomiast w pierwszym międzynarodowym pojedynku MVCC zmierzył się z Buenos Aires Cricket Club. Carlos E. Cat, ówczesny prezydent klubu, był orędownikiem stworzenia krajowych rozgrywek rugby, których pierwsza edycja – retrospektywnie uznana za pełnoprawne mistrzostwa kraju – odbyła się w 1950 roku. Udział w niej wzięły Montevideo Cricket Club, Old Boys Club, Colonia Rugby oraz Carrasco Polo Club, który wystawił dwie drużyny. Sukces tego turnieju pociągnął za sobą stworzenie 31 stycznia 1951 roku Unión de Rugby del Uruguay, który usankcjonował te zawody. MVCC największe sukcesy odnosił w pierwszych latach istnienia Campeonato Uruguayo de Rugby zdobywając trzy tytuły mistrzowskie, następne dekady zdominowały jednak kolejno Old Boys Club, Old Christians Club oraz Carrasco Polo Club.
Wychowankiem klubu był m.in. Pablo Lemoine, pierwszy urugwajski zawodowy rugbysta.
Treningi w klubie odbywają się w grupach seniorów, U-19, U-15, U-15 i szkółce dla dzieci, a także w zespole rugby 7 oraz weteranów.

### Sukcesy
Mistrzostwo Urugwaju (3): 1951, 1953, 1956.

## Pozostałe sporty

### Piłka nożna
W roku 1878 MVCC rozegrał pierwszy w Urugwaju mecz piłki nożnej, a ich przeciwnikami była załoga angielskiego statku, w 1881 roku natomiast odbył się pierwszy mecz pomiędzy dwoma urugwajskimi klubami pomiędzy MVCC a Montevideo Rowing Club.
Prócz zespołu seniorskiego sekcja piłki nożnej trenuje również zawodników w drużynach U-18, U-16, U-15 i U-14.

### Krykiet
Członkowie klubu uczestniczyli w pierwszym międzynarodowym meczu krykieta w Ameryce Południowej rozegranym w Urugwaju w 1868 roku, a rok później także w pierwszym meczu krykieta w Argentynie.

### Pływanie
W latach 1974–1975 drużyny pływaków i skoczków do wody zdobyły tytuły mistrzów kraju.

### Hokej na trawie
W latach 1987–1997 żeńska drużyna seniorek jedenaście razy z rzędu zwyciężyła w rozgrywkach o mistrzostwo kraju, juniorki natomiast triumfowały w latach 1990–1992. Zespół męski mistrzem Urugwaju został w 2000 roku.